# ورزشگاه ام لابنوگ
ورزشگاه اشپورتپارک رونهاف توماس سومر  یک ورزشگاه فوتبال در ناحیهٔ رونهاف، شهر فورت در ایالت بایرن کشور آلمان است. این استادیوم ورزشگاه خانگی تیم گروتر فورث است که در بوندس‌لیگا ۲ بازی می‌کند.
این ورزشگاه در ۱۱ سپتامبر ۱۹۱۰ و با نام اصلی Sportplatz am Ronhofer Weg gegenüber dem Zentral-Friedhof (به فارسی:زمین ورزشی در راه رونهاف روبروی گورستان مرکزی) بازگشایی شد. این ورزشگاه چندین بار مورد بازسازی جهت توسعه قرار گرفت.(حداکثر گنجایش ۲۸٬۰۰۰) اما بعدها به ۱۵٬۵۰۰ کاهش یافت. این استادیوم به دنبال صعود تیم فورث به بوندس‌لیگا و جهت افزایش ظرفیت مورد بازسازی قرار گرفت. با این وجود همچنان به عنوان کوچکترین ورزشگاه بوندس‌لیگا باقی ماند.

## منابع

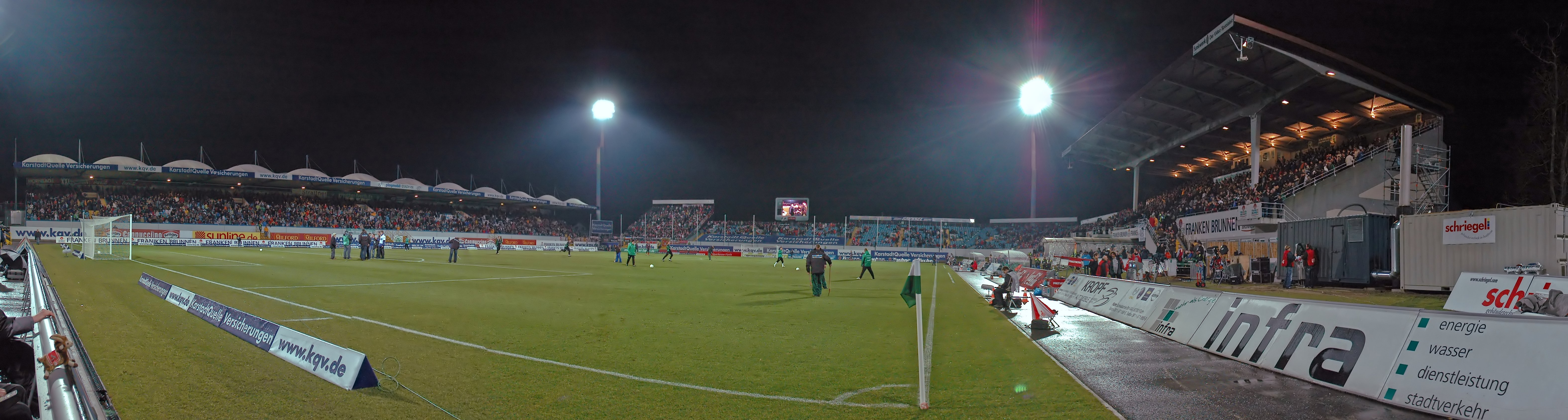
ورزشگاه ام لابنوگ در فوریهٔ سال ۲۰۰۸